# Famous 4 Madness
Famous 4 Madness è il quarto album in studio degli Shameless, uscito nel 2007 per l'Etichetta Spice Records.

## Tracce
1. Crashdown 3:43
2. Famous 4 Madness 3:25
3. She's Watchin' U 2:48
4. Better Off Without U 3:59
5. We Won't Take It Anymore 4:18
6. No Regrets 3:04
7. Magical Misery 4:57
8. Web Junkie 3:08
9. Complications 3:57
10. Dirty Shirt 4:12
11. Party Tonight 3:54

## Formazione
- Alexx Michael - basso
- Steve Summers - voce (Pretty Boy Floyd)
- Stevie Rachelle - voce (Tuff)
- John Corabi - Vocals (The Scream, Mötley Crüe, Ratt)
- Jani Lane - cori (Warrant)
- Phil Lewis - voce (L.A. Guns)
- B.C. - chitarra
- Michael Thomas - chitarra
- Kari Kane - batteria (Pretty Boy Floyd)
- T Burr - batteria
- Keri Kelli - chitarra ([Pretty Boy Floyd, Big Bang Babies)
- Eric Singer - batteria (Kiss, Alice Cooper, Black Sabbath)
- Mike Warren - tastiere
- Mike Fasano - batteria (Warrant, Dad's Porno Mag)